# 9號公路 (寮國)
9號公路是老撾的一條公路，橫貫沙灣拿吉省。该公路東起寮國—越南邊界，西至沙灣拿吉，並通過橫跨湄公河的泰老第二友誼大橋，與對岸泰國的莫拉限市相對接，全長250公里。其中13號公路以西稱為9W公路，呈半環狀；以東為9E公路。公路也是泛亞公路AH16的一部分。

## 相关
在越南战争蓝山719军事行动（南寮战役），越南人民军曾在此与美军开战亦对越老关系产生较大影响。。